# Hypnos monopterygius
Hypnos monopterygius – gatunek morskiej ryby chrzęstnoszkieletowej, jedyny przedstawiciel rodziny Hypnidae klasyfikowanej w obrębie rzędu drętwokształtnych (Torpediniformes); czasami Hypnidae klasyfikowana jest w randze podrodziny – Hypninae – w obrębie drętwowatych (Torpedinidae)

## Rozmieszczenie geograficzne
Szelf kontynentalny i najwyższe warstwy stoku kontynentalnego wokół Australii.

## Taksonomia
Gatunek po raz pierwszy zgodnie z zasadami nazewnictwa binominalnego opisał w 1795 roku brytyjski botanik i zoolog George Shaw w publikacji własnego autorstwa dotyczącej różnorodności przyrodniczej; Shaw umieścił nowy gatunek w rodzaju Lophius i nadając mu epitet gatunkowy monopterygius. Miejsce typowe to australijskie morza. Jedyny przedstawiciel rodzaju Hypnos który utworzył w 1852 roku francuski zoolog Auguste Duméril oraz rodziny Hypnidae którą opisał amerykański zoolog Theodore Nicholas Gill.

### Etymologia
- Hypnos: gr. ὑπνος hupnos ‘spać’[10].
- monopterygius: gr. μονος monos ‘pojedynczy’; ρτερυγιον pterugion ‘rybie płetwy’, zdrobnienie od πτερον pteron ‘skrzydło, płetwa’[10].

## Cechy charakterystyczne
Od drętwowatych różni się mniejszym ogonem i mniejszymi płetwami grzbietową i ogonową.